# 麥肯 (新斯科細亞省)
麥肯（英語：Maccan）是加拿大新斯科細亞省的一個社區，他位於該省坎伯蘭縣（英語：Cumberland County）境內，而從該地沿著302號高速公路走大約10分鐘就可以到達該省的另一個社區阿默斯特（英語：Amherst）。
45°43′14″N 64°14′57″W / 45.72056°N 64.24917°W

## 外部連結
- 麥肯在 Destination Nova Scotia 網站上的資訊